# Rudawa (Bodzanów)
Rudawa (niem. Rothfest) – część wsi Bodzanów, położona w Polsce, w województwie opolskim, w powiecie nyskim, w gminie Głuchołazy.
W latach 1975–1998 Rudawa administracyjnie należała do ówczesnego województwa opolskiego.

## Nazwa
1 czerwca 1948 r. nadano jej, będącej wówczas administracyjnie związanej z Bodzanowem, polską nazwę Rudawa.

## Turystyka
Przez Rudawę prowadzi szlak rowerowy:
- Trasa rowerowa PTTK nr R9: Głuchołazy – Kolonia Jagiellońska – Bodzanów – Rudawa – Nowy Świętów – Wilamowice Nyskie – Gierałcice – Biskupów – Łączki – granica województw opolskiego i dolnośląskiego